# Polizei-Bataillon 316
Das Polizei-Bataillon 316 war eine militärische Einheit der Ordnungspolizei im Zweiten Weltkrieg. Das Bataillon war aktiv am Holocaust beteiligt.

## Geschichte

### Polizei-Bataillon 316
Mit Runderlass des Reichsführers SS und Chefs der deutschen Polizei Heinrich Himmler vom 11. Oktober 1939 sollten zur Sicherstellung des Bedarfs an Polizeikräften in den von der Wehrmacht besetzten Gebieten 26.000 ungediente Wehrpflichtige und Angehörige älterer Geburtsjahrgänge als Polizeirekruten angeworben werden. Zu Ausbildungszwecken wurden insgesamt 38 Polizei-Ausbildungs-Bataillone geschaffen, in denen die Rekruten nach Jahrgängen getrennt aufgenommen wurden. Die Rekruten der späteren Polizei-Bataillone 301 bis 325 entstammten den älteren Jahrgängen 1909 bis 1912. Sie wurden als „Wachtmeisterbataillone“ bezeichnet. Die Führungspositionen in den Bataillonen wurden meist durch Berufspolizisten besetzt, die die Rekruten ausbildeten. Den Rekruten wurden die Befreiung vom Wehrdienst und rasche Aufstiegsmöglichkeiten versprochen.
Das Polizei-Bataillon 316 wurde am 10. Dezember 1940 aus dem Polizei-Ausbildungs-Bataillon „Recklinghausen“ in Recklinghausen gebildet. Am 17. Februar 1941 begann die Verlegung des Bataillons in das Protektorat Böhmen und Mähren nach Tábor, um polizeiliche Sicherungsaufgaben zu übernehmen.
Vom 6. Juni 1941 an begann die etappenweise Verlegung der Einheit an die Grenze zur Sowjetunion über Radom und Warschau. Am 3. und 4. Juli 1941 traf das Bataillon im Raum Ostrów Mazowiecka ein. Hier wurde es dem Polizei-Regiment Mitte unterstellt, das dem HSSPF Russland-Mitte Erich von dem Bach-Zelewski zugeordnet war.
Das Bataillon nahm von den ersten Tagen an am Krieg gegen die Sowjetunion teil. In der Nacht vom 5. auf den 6. Juli 1941 erreichte der Polizeiverband die Stadt Białystok, in der wenige Tage zuvor bereits das Polizei-Bataillon 309 gewütet hatte. Am 8. Juli 1941 nahm das Bataillon Durchsuchungen vor. Hierbei erschoss ein Kommando der Einheit 10 bis 20 Personen, ein anderes 12 Menschen.
Am 11. Juli 1941 erging der Befehl, alle jüdischen Männer von 17 bis 45 Jahren zusammenzutreiben und anschließend außerhalb der Stadt zu erschießen. Das Bataillon durchkämmte gemeinsam mit dem Polizei-Bataillon 322 die jüdischen Viertel und transportierte die Festgenommenen zu einem Hinrichtungsplatz. Dort ermordeten die Polizeitruppen etwa 3.000 jüdische Opfer.
Über Slonim zog das Bataillon am 16. Juli 1941 nach Baranawitschy. Bereits einen Tag später führte das Bataillon in Slonim eine „Aktion“ gegen Juden durch, bei der mindestens 1.050 Juden und Kommunisten getötet wurden.
In Hanzawitschy erfolgte am 19. und 20. Juli 1941 ein Einsatz des Bataillons, bei dem 88 versprengte russische Soldaten und 200 Juden, die die Russen versorgt haben sollen, gefangen genommen wurden. Offenbar in diesem Zusammenhang erfolgte zwischen dem 17. und 25. Juli 1941 südlich von Baranawitschy eine Exekution, der 100 Menschen zum Opfer fielen.
In Baranawitschy wurde das Bataillon am 23. Juli 1941 gegen die jüdische Bevölkerung eingesetzt. 1.000 Menschen wurden Opfer der Polizeitruppe. An den folgenden zwei Tagen tauchte eine Kompanie in Telechany, 70 Kilometer südlich von Baranawitschy, für eine „Aktion“ gegen Partisanen und Juden auf.
Ende Juli und Anfang August 1941 war das Bataillon weiter im Raum Baranawitschy–Sluzk aktiv, wobei es zur Erschießung einer unbekannten Anzahl von Personen, angebliche Freischärler, kam.
Vom 6. bis 12. August 1941 war das Bataillon unter der 252. Infanterie-Division zur Sicherung einer Rollbahn und des Raumes ostwärts Sluzk eingesetzt. Nachdem es gegen eine versprengte Kavallerieeinheit der sowjetischen Streitkräfte Verluste hinnehmen musste, wurden die Einwohner des Dorfes Jazyl bei Sluzk hingerichtet.
Das Bataillon nahm am weiteren Vormarsch über Babrujsk nach Mahiljou/Mogilew teil. Dabei fand bei Babrujsk eine Massenerschießung statt. Weiteren Exekutionen sollen Kommissare, Frauen und Kinder zum Opfer gefallen sein.
Von Anfang September bis Mitte November 1941 war das Bataillon in Mogilew stationiert, wo es Wach- und Sicherungsdienste wahrzunehmen hatte. Doch dabei blieb es nicht. In dieser Zeit wurden Personen, die sich nicht ausweisen konnten, darunter auch Frauen und Kinder, an Ort und Stelle erschossen. Am 19. Oktober 1941 trieb das Bataillon mit anderen Einheiten in der Stadt die jüdische Bevölkerung zusammen. 3.726 Juden, darunter Frauen und Kinder, wurden grausam hingerichtet.
Vermutlich war das Bataillon auch an der Erschießung von 5.281 Juden in Babrujsk am 7. und 8. November 1941 beteiligt.
Ab Mitte November 1941 wurde das Bataillon zur Sicherung der Straße Orscha–Smolensk sowie der Straße und Bahnstrecke Smolensk–Wjasma verwendet. Dann rückte es über Smolensk und Dorogobusch nach Wjasma vor, wo es an Frontkämpfen im Rahmen der Schlacht um Moskau teilnahm.
Mitte Mai kam das Bataillon nach Gelsenkirchen, Buer und Bottrop zurück, wo es vom 23. Mai 1942 bis 5. Juli 1942 verblieb.

### I. Bataillon des Polizei-Regimentes 4
Im Juli 1942 wurde das Polizei-Bataillon 316 umbenannt in I. Bataillon des Polizei-Regiments 4.
Vom 8. Juli 1942 bis 17. November 1942 war es in Jugoslawien zu „Befriedungsaktionen“ in der Oberkrain und Untersteiermark eingesetzt und hierfür in Kranj stationiert.
Anschließend war das Polizei-Bataillon vom 18. November 1942 bis 3. Juni 1943 in Frankreich zur Sicherung von Städten eingesetzt, so etwa in Nantes, Limoges, St. Nazaire und Marseille.
Von Anfang Juni 1943 bis Mitte Juli 1944 war das Bataillon dann in Polen, dem so genannten Generalgouvernement stationiert. Hier war es im Raum Lublin unter anderem in Krasnik, Annopol, Poniatowa und Cholm eingesetzt. Am 17. November 1943 erschoss die Einheit in Annopol etwa 300 jüdische Männer, Frauen und Kinder. Ende Februar 1944 wurden 24 Juden Opfer der Polizeitruppe.
Ab Juli 1944 bis zum Kriegsende wurde das Bataillon an der Ostfront eingesetzt. Zunächst erfolgte die Verwendung im Raum Grodno. Sodann musste es sich mit der Kampfgruppe Hannibal nach Ostpreußen zurückziehen. Es erlitt hierbei erhebliche Verluste.

## Kommandeure
- 1940 bis Ende Juli/Anfang August 1941: Waldow
- Ende Juli/Anfang August 1941 bis November 1941: Hoecke
- November 1941 bis unbekannt: Major Behr

## Ermittlungen wegen Kriegsverbrechen
Gegen 11 Mitglieder des Polizei-Bataillons 316 wurden ab 1960 Ermittlungsverfahren in der Bundesrepublik eingeleitet. Das Landgericht Bochum sprach im Juni 1968 die Führer der 2. und 3. Kompanie sowie 8 weitere Bataillonsangehörige wegen Befehlsnotstands frei; der Führer der 1. Kompanie war 1961 verstorben.